# 証如
証如（しょうにょ、證如）は、戦国時代の浄土真宗の僧。浄土真宗本願寺派第10世宗主・真宗大谷派第10代門首。山科本願寺、大坂本願寺住職。諱は光教。院号は信受院。法印権僧正。父は円如。本願寺第8世蓮如の曾孫。九条尚経の猶子。正室は庭田重親の娘・顕能尼。第11世顕如は長男。

## 生涯
※年齢は、数え年。日付は文献との整合を保つため、いずれも旧暦（宣明暦）表示を用いる（生歿年月日を除く）。
永正13年11月20日（1516年12月23日 ）、誕生。父は遍増院円如。母は慶寿院鎮永尼。童名は光養丸。
大永5年（1525年）、父方の祖父である本願寺第9世宗主・実如の死去により、10歳で継承し、本願寺第10世宗主となる。実如の弟で証如の母方の祖父である蓮淳の後見を受ける。
大永7年（1527年）、当時の本願寺教団と中央権力との親睦を深め安泰を図るため、青蓮院で後奈良天皇の弟尊鎮法親王を師として得度する。翌年には前関白九条尚経の猶子となり、さらに朝廷から直叙法眼に任じられた。
享禄4年（1531年）、本願寺教団内部で対立（後の山科本願寺の戦いまで含めて享禄・天文の乱と呼ぶ）が起こるが、証如はこれを抑えて法主の指導力強化に努めた。この享禄の錯乱とも呼ばれる本願寺の内紛によって、蓮如から加賀支配の指導的地位を任せられていた松岡寺蓮綱、本泉寺蓮悟などの一門四ヶ寺は没落し、証如の影響力は加賀にも及ぶこととなった。
翌享禄5年（1532年）5月、畠山義堯と三好元長が木沢長政を攻撃。畿内の有力者である細川晴元は木沢長政を支援するため、同年6月に証如へ援軍を要請した。晴元からの要請を受けた証如は、蓮淳の意向もあって門徒を動員し、自身も山科本願寺から摂津大坂に移動した。その後、本願寺勢は畠山義堯を滅ぼし、河内国で滞陣中の三好元長を襲撃する。更に三好元長を堺まで追い立てて敗死させたものの、蜂起した門徒は暴走を続けて大和国へ乱入し、興福寺の塔頭などへも襲撃を行った。本願寺勢と晴元勢との戦闘も各地で発生し、目的以上の破壊力を保持した一向一揆を恐れた晴元は、7月に本願寺と決別して京都の日蓮宗教団や六角定頼、室町幕府将軍の足利義晴と手を結び、証如と敵対した。証如は室町幕府から謀反人と認定され、天文に改元後の8月24日には当時の本願寺の本拠地であった山科本願寺が六角勢と法華宗徒によって攻撃され焼亡した（山科本願寺の戦い）。
山科本願寺を追われた証如は、居所を大坂御坊へ移して大坂本願寺とし、新たな教団の本拠地とした。一方で、細川晴元との争いは天文4年（1535年）11月まで続いた。本願寺勢は内衆下間頼秀を中心に各地の坊主衆や門徒衆で構成され激しい合戦を行った。天文4年9月に入ると、後奈良天皇の意向などもあり和睦交渉が進展、同年11月末から翌年11月にかけて本願寺と対立していた諸勢力と和議が結ばれた。証如は義晴からも赦免され、自身の地位も保持することができたが、敵対した勢力へ多額の賠償金を支払わなければならなかった。また、享禄の錯乱以降、軍事面を主導した下間頼秀、頼盛兄弟も追放された。
その後は晴元の養女（三条公頼の三女・如春尼。長姉は晴元に、次姉は武田信玄に嫁ぐ）を長男・顕如と婚約させて晴元と協調関係を結ぶなど、朝廷や室町幕府とも親密な関係を築いて中央との関係修復に努め、本願寺の体制強化を進めた。また、享禄の錯乱以降の戦争を教訓として、各地の坊主衆や門徒衆の軍事動員はみだりにおこなわず、畿内の政治対立には距離を置くようになった。本寺となった大坂御坊の整備も進み、天文11年に阿弥陀堂が新造された以降、種々の建物が建てられた。
天文12年（1543年）1月には、長男である顕如が誕生する。天文15年5月にも女子が誕生、法名は顕妙であり本徳寺教什室となった。

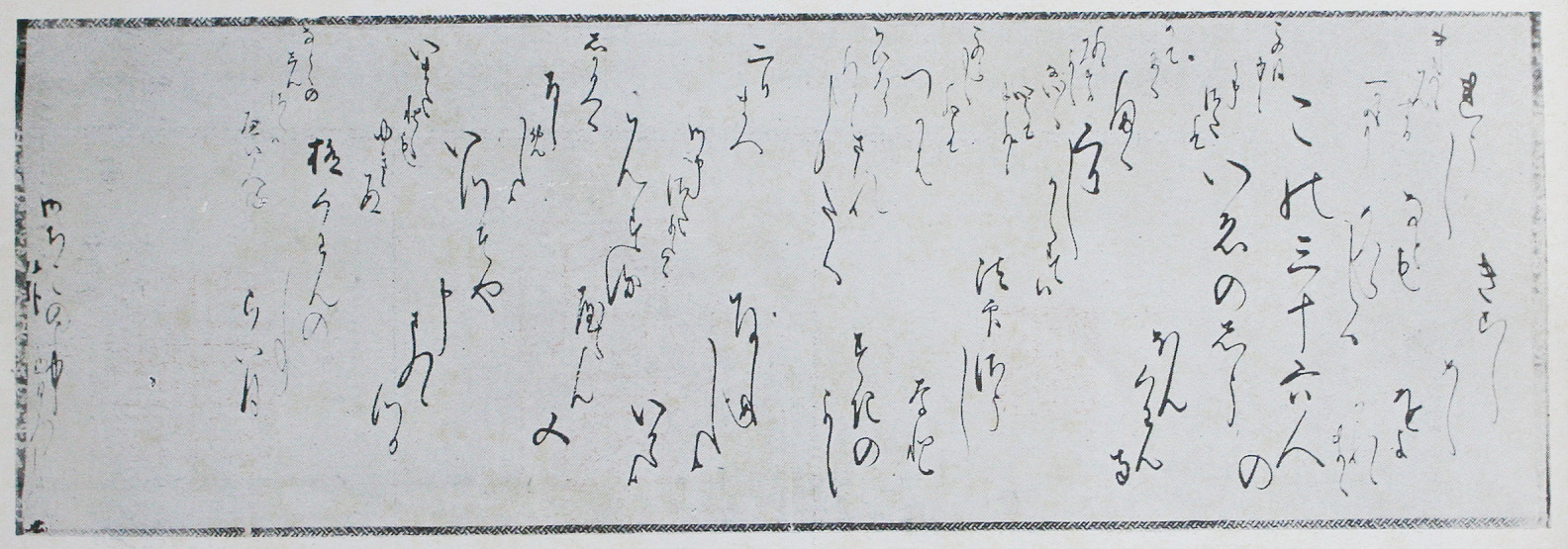
三十六人家集と共に伝わった後奈良天皇女房奉書

天文15年（1546年）には金沢に尾山御坊を築いて同地方における門徒の統制を強化したが、これは朝倉氏との対立もあって、証如の時代には必ずしも十分に達成されなかった。また、加賀一向一揆の調停という形で北陸地方の門徒集団への介入を深める。
天文18年（1549年）、後奈良天皇より『三十六人家集』を下賜される。これは、後に顕如の時代に石山合戦の和議に尽くした太閤・近衛前久に贈られたが、その後再び返却されたという代物で現在も西本願寺に所蔵され、国宝に指定されている。同年、権僧正に任じられている。
天文23年8月13日（1554年9月19日 ）、39歳にて示寂。本願寺は12歳の顕如が第11世となり継承する。顕如の得度は、証如の死の前日に行われた。なお証如の日記として、『天文日記』（西本願寺蔵）が残されている。

## 宗主としての活動
本願寺の住職として証如は、報恩講をはじめ、歴代住職の命日法要などの各種行事を取り仕切った。各地域の帰依者へも法宝物を授与し、全国の門徒と宗教的な繋がりを結んだ。門徒側も宗教役による勤仕が求められていた。
山科本願寺時代からみられた朝廷や幕府への接近は、寺格の上昇をもたらした。証如自身は蓮如、実如が任じられた前代までの僧官を超えて大僧都、権僧正に任じられた。さらに関白二条尹房からは、公家社会の一員ということを象徴する四方膳や高麗縁の大紋が入った上畳の使用を許された。天文7年6月には後柏原天皇、後奈良天皇の寿牌と位牌を授けられ、大坂御坊本堂に安置した。その他に『三十六人家集』を下賜されるなど、朝廷から種々の文物が証如の許に贈られた。一方で本願寺側も、朝廷へ献納金を進上していた。当時本寺であった青蓮院門跡との関係も良好であり、門跡尊鎮からは様々な恩恵を得た。証如はこのような朝廷や公家社会との関係を存分に生かし、大坂御坊に移動した本願寺の地位を前代以上に上昇させることに成功した。
寺内では、領主として寺内町を統治しており、近隣の領主との交渉も行った。寺内町から年貢・地子を収得する一方、外部権力から寺内町の諸公事免許などの特権を得ていた。検断行為もしており、寺内町での紛争における自力救済行為を取り締まるなど、証如の支配は戦国大名の領主支配との共通性も見出されている。

## 証如の側近
実従：蓮如の二十七子。没前の証如から後事を託された。実従の日記『私心記』は、証如の日記である『天文日記』とともに、大坂本願寺における証如の動向を伝える史料として使われている。
蓮秀：興正寺第15世住持。晴元との和平を唱えたため証如と対立し、一時本願寺を退去したが天文3年（1534年）に復帰し、和睦に尽力。翌天文4年（1535年）に和睦を取りまとめた功績で本願寺一家衆に任ぜられた。
下間頼玄：頼秀、頼盛兄弟の父。頼玄の一流は、本願寺の僧俗両面にわたり重要な役割を果たした下間氏の嫡流であった。
下間頼秀、下間頼盛：頼秀と頼盛は兄弟。享禄の錯乱に深く関与し、天文初期の細川晴元勢との争いでは、頼秀が指揮をとったとされる。
下間頼慶：頼玄弟。頼秀兄弟の没落後、本願寺に復帰し下間氏を代表するようになる。
下間光頼：頼慶息。頼慶と共に本願寺を支えた。
下間真頼、下間頼良、下間頼言